# Niedaus ir Veisiejų ežerai
Niedaus ir Veisiejų ežerai este o arie protejată (arie de protecție specială avifaunistică — SPA) din Lituania întinsă pe o suprafață de 118,62 ha, integral pe uscat.

## Localizare
Centrul sitului Niedaus ir Veisiejų ežerai este situat la coordonatele 54°01′03″N 23°35′12″E / 54.0175°N 23.5867°E.

## Înființare
Situl Niedaus ir Veisiejų ežerai a fost declarat arie de protecție specială avifaunistică în iunie 2005 pentru a proteja 4 specii de animale.

## Biodiversitate
Situată în ecoregiunea boreală, aria protejată nu include niciun habitat protejat.
La baza desemnării sitului se află mai multe specii protejate de  păsări (4): buhai de baltă (Botaurus stellaris), erete de stuf (Circus aeruginosus), cresteț pestriț (Porzana porzana), chiră de baltă (Sterna hirundo).